# Кім Слейтер
Кім Слейтер (англ. Kim Slater; Ноттінгем) — британська письменниця, авторка книжок для дітей та підлітків. Дебютна книжка «Розумник» (Smart), що вийшла друком у 2014 році, була номінована на 24 літературні премії і отримала 10 відзнак.

## Біографія
Авторка багато років писала і відправляла свої твори літературним агентам і видавництвам, але безрезультатно. У 40 років вона наважилася пройти курси письменницької майстерності. Згодом, одне зі своїх оповідань, заручившися підтримкою викладачів, Кім доповнила і зробила з нього роман для підлітків. Детектив «Розумник» (Smart) отримав 5 пропозицій від британських видавництв і згодом був опублікований, привернувши увагу читачів, критиків та журі літературних премій.

## «Розумник»
У британському місті Ноттінґем загинув безхатченко, та поліція цією справою не надто переймається. Кіран Вудз, допитливий школяр, який мріє стати журналістом і розслідувати злочини, береться самотужки з’ясувати, що ж трапилось насправді. І куди зникла його бабця, яка одного дня перестала навідуватись до них із мамою. Захоплива і водночас щемка розповідь, написана від імені особливого хлопчика, нікого не залишить байдужим. Вона про те, як нелегко буває жити у сім’ї, коли вітчим ображає маму, як почуваєшся, коли однокласники вважають тебе «не таким», і як це — бути бідним і втратити власну домівку... А ще — це історія про любов, яка здатна подолати всі труднощі і страхи. Історія, від якої — як не раз повторює сам головний герой — «тріскає серце». За цю книжку британська письменниця Кім Слейтер отримала десять літературних нагород.

## «928 миль від дому»
14-літній Калум мріє стати кіносценаристом, але не дуже вірить, що це можливо у його маленькому містечку. Аж тут тато приводить додому свою нову дівчину і її сина. Виявляється, геть непросто вжитися з отаким хлопцем, який раптом стає твоїм братом, і з новою мамою. Водночас герой відчуває, що його зведений брат щось приховує. І Калум починає проводити розслідування...
Проникливий роман британської письменниці, лауреатки численних літературних нагород Кім Слейтер «928 миль від дому» пропонує підліткам замислитися над проблемами міграції, ксенофобії, дискримінації, упереджень і булінгу та пропагує відкритість, прийняття й емпатію....

## Список творів
- «Розумник» (англ. Smart, 2014)
- A Seven-Letter Word (2016)
- «928 миль від дому» (англ. 928 miles from home, 2017)
- The boy who lied (2018)

## Українські переклади
- «Розумник» (пер. Ганни Лелів)[3]
- «928 миль від дому» (пер. Ганни Лелів)[4]